# Карлос Жозе Кастільйо
Карлос Жозе Кастільйо (порт. Carlos José Castilho; 27 листопада 1927, Ріо-де-Жанейро — 2 лютого 1987, Ріо-де-Жанейро) — бразильський футболіст, що грав на позиції воротаря. По завершенні ігрової кар'єри — тренер.
Чемпіон світу 1958 і 1962 років, разом з Пепе і Г. Мазетті один з трьох дворазових чемпіонів світу, що не зіграли на переможних чемпіонатах жодного матчу. Також був учасником чемпіонатів світу 1950 і 1954 років. На турнірі 1954 року був основним воротарем збірної, в інших випадках був резервним воротарем. Майже всю свою кар'єру виступав за один клуб — «Флуміненсе». Провів 255 матчів без пропущених голів.

## Клубна кар'єра
У дорослому футболі дебютував 1945 року виступами за команду «Оларія», в якій провів два роки.
Своєю грою за цю команду привернув увагу представників тренерського штабу «Флуміненсе», до складу якого приєднався 1947 року. Відіграв за команду з Ріо-де-Жанейро наступні вісімнадцять сезонів своєї ігрової кар'єри. Більшість часу, проведеного у складі «Флуміненсе», був основним гравцем команди. За свою кар'єру він виступив у 696 матчах за «Флуміненсе» (рекорд клубу), пропустивши 777 м'ячів, рекордсмен команди за кількістю «сухих» матчів — 255. Був триразовим чемпіоном штату Ріо, дворазовим переможцем турніру Ріо-Сан-Паулу, а також переможцем міжнародного Кубка Ріо.
Завершив професійну ігрову кар'єру у клубі «Пайсанду» (Белен).

## Виступи за збірну
1950 року дебютував в офіційних матчах у складі національної збірної Бразилії. Того ж року у складі збірної був учасником чемпіонату світу 1950 року у Бразилії, де разом з командою здобув «срібло», але на поле не виходив.
Першим трофеєм у складі збірної для Карлоса стала перемога на Панамериканському чемпіонаті з футболу у 1952 році. Наступного року Кастільйо поїхав зі збірною на чемпіонат Південної Америки 1953 року у Перу, де разом з командою здобув «срібло», а ще через рік поїхав на другий для себе чемпіонат світу 1954 року у Швейцарії. На цьому турнірі Кастільйо був вже основним воротарем, зігравши у трьох матчах, проте бразильці вилетіли вже в чвертьфіналі.
Згодом Кастільйо зі збірною ставав срібним призером Чемпіонату Південної Америки 1957 року у Перу та Чемпіонату Південної Америки 1959 року в Аргентині, а також став дворазовим чемпіоном світу — 1958 року у Швеції та 1962 року у Чилі, проте основним воротарем не був.
Протягом кар'єри у національній команді, яка тривала 13 років, провів у формі головної команди країни 29 матчів, пропустивши 30 голів.

## Кар'єра тренера
Розпочав тренерську кар'єру, повернувшись до футболу після тривалої перерви, 1973 року, очоливши тренерський штаб клубу «Віторія» (Салвадор).
1977 року недовго був головним тренером клубів «Операріо» та «Інтернасьйонал».
Згодом очолював клуби «Гуарані» та «Греміо», а з 1984 року став головним тренером «Сантуса», з яким виграв свій єдиний тренерський трофей — Лігу Паулісту у тому ж році.
Останнім місцем тренерської роботи був клуб «Палмейрас», головним тренером команди якого Карлос Жозе Кастільйо був недовго у 1986 році.

## Титули і досягнення

### Флуміненсе
- Чемпіон штату Ріо-де-Жанейро (3): 1951, 1959, 1964
- Переможець турніру Ріо-Сан-Паулу (2): 1957, 1960
- Переможець Кубка Ріо (1): 1952
- Рекордсмен «Флуміненсе» серед воротарів за кількістю матчів без пропущених голів.

### Збірна Бразилії
- Чемпіон світу (2): 1958, 1962
- Віце-чемпіон світу: 1950
- Переможець Панамериканського чемпіонату (1): 1952
- Переможець Кубка Бернардо О'Хіггінс (1): 1955
- Переможець Кубка Освалдо Круза (2): 1950, 1962
- Переможець Кубка Рока (1): 1957
- Срібний призер Чемпіонату Південної Америки: 1953, 1957, 1959 (Аргентина)

### В якості тренера
- Переможець Ліги Паулісти (1): 1984
- Срібний призер Азійських ігор (1): 1986

## Особисте життя
Кастільйо все своє життя відрізнявся сміливістю рішень: одного разу він в черговий раз травмував палець, і доктор клубу прописав йому двомісячне лікування. Однак Кастільйо не став чекати, ампутував палець і повернувся у ворота.
2 лютого 1987 року на 60-му році життя покінчив життя самогубством з невідомих причин. Його знайшли без свідомості в своїй квартирі — він порізав собі вени.